# Ludwig Müller (Fußballfunktionär)
Ludwig Müller (* vor 1886; † September 1955) war ein deutscher Fußballspieler und -funktionär.

## Leben
Ludwig Müller war in den 1910er Jahren aktiver Spieler beim FV 1900 Kaiserslautern, dem Vorgängerverein des 1. FC Kaiserslautern. Bei der Fusion des FV 1900 mit SV Phönix 1910 Kaiserslautern wurde er zum Vorsitzenden des Vereins gewählt. Am 18. Juli 1931 wurde er erster Vorsitzender des 1. FC Kaiserslautern, nachdem dieser auf der Generalversammlung den neuen Namen bekommen hatte. Der Verein trägt diesen Namen bis heute. Müller setzte Peter Zängry als Jugendleiter im Verein ein, nachdem dieser seine aktive Spielerkarriere beenden musste. In dieser Tätigkeit trainierte er einen großen Teil der späteren „Walter-Elf“, unter anderem die Brüder Fritz und Ottmar Walter. Unter seiner Führung wurde 1933 das Führerprinzip in die Satzung des 1. FC Kaiserslautern aufgenommen. Noch vor Ablauf der Amtsperiode 1935/36 musste Müller aufgrund von Interessenkonflikten mit der NSDAP und dem DFB zurücktreten. Er wollte den Verein vor dem nationalsozialistischen Regime bewahren und unterhielt des Weiteren Kontakte zu ehemaligen jüdischen Mitgliedern. Wilhelm Raßbach, langjähriges Vorstandsmitglied des Deutschen Fußball-Bunds, sperrte Ludwig Müller 1935 von der Ausübung aller Ämter mit der Bemerkung: „Gerade in Kaiserslautern scheint die Atmosphäre restlos vergiftet zu sein.“ Müller hatte Einnahmen verschleiert, um einige Spieler zu bezahlen. Dies verstieß gegen die Amateurbestimmungen des DFB, weiterhin zeigte er keine politische Anpassungsbereitschaft, war für diverse Zuschauerausschreitungen verantwortlich und unterschlug wiederholte Male Gelder des Vereins. August Nebling übernahm 1936 das Amt des Vereinsführers.
Der promovierte Volkswirt wurde nach Kriegsende vom 1. Januar 1950 bis September 1955 erneut Präsident des Vereins. Er übernahm das Amt von Paul Karch. Diese Zeit wurde die erfolgreichste der Vereinsgeschichte. Der 1. FC Kaiserslautern gewann 1951 und 1953 die deutsche Fußballmeisterschaft und wurde 1954 sowie 1955 deutscher Vizemeister. 
Im September 1955 starb Müller an einem Hirntumor. Sein Nachfolger im Amt wurde Werner Krabler.